# Petilium palliventre
Petilium palliventre är en stekelart som beskrevs av Henry Keith Townes, Jr. 1970. Petilium palliventre ingår i släktet Petilium och familjen brokparasitsteklar. Inga underarter finns listade i Catalogue of Life.